# I’m Your Man (Lied)
I’m Your Man ist ein Popsong von Wham! aus dem Jahr 1985, der von George Michael geschrieben und produziert wurde. Er erschien je nach Land auf dem Album The Final beziehungsweise auf Music from the Edge of Heaven.

## Geschichte
Die erste Strophe und der Refrain wurden innerhalb weniger Minuten während eines Inlandsfluges in den Vereinigten Staaten von George Michael aufgeschrieben. Die ersten Aufnahmen fanden Ende 1984 statt, die Arbeit wurde im Frühjahr 1985 durch die Tournee in der Volksrepublik China und den Auftritt beim Live Aid unterbrochen, erst im Sommer 1985 wurde das Lied fertiggestellt. Die Veröffentlichung fand am 11. November 1985 statt.

## Musikvideo
Ähnlich wie Wake Me Up Before You Go-Go besteht auch dieses Musikvideo aus einem Liveauftritt, gedreht wurde in Schwarz-weiß im legendären Marquee Club in London. Auch wurde ein Director’s Cut veröffentlicht. Regisseur war Andy Morahan.

## Rezeption

### Charts und Chartplatzierungen
| ChartsChartplatzierungen       | Höchstplatzierung | Wochen |
| ------------------------------ | ----------------- | ------ |
| Deutschland (GfK)              | 7 (12 Wo.)        | 12     |
| Österreich (Ö3)                | 14 (10 Wo.)       | 10     |
| Schweiz (IFPI)                 | 7 (9 Wo.)         | 9      |
| Vereinigtes Königreich (OCC)   | 1 (13 Wo.)        | 13     |
| Vereinigte Staaten (Billboard) | 3 (18 Wo.)        | 18     |

### Auszeichnungen für Musikverkäufe
| Land/Region                  | Auszeichnungen für Musikverkäufe (Land/Region, Auszeichnung, Verkäufe) | Verkäufe |
| ---------------------------- | ---------------------------------------------------------------------- | -------- |
| Kanada (MC)                  | Gold                                                                   | 50.000   |
| Vereinigtes Königreich (BPI) | Gold                                                                   | 500.000  |
| Insgesamt                    | 2× Gold ·                                                              | 550.000  |

Hauptartikel: Wham!/Auszeichnungen für Musikverkäufe

## Coverversionen
- 1996: George Michael (I’m Your Man ’96)
- 2001: Jive Bunny & the Mastermixers (Ultimate 80s Party)